# برائل

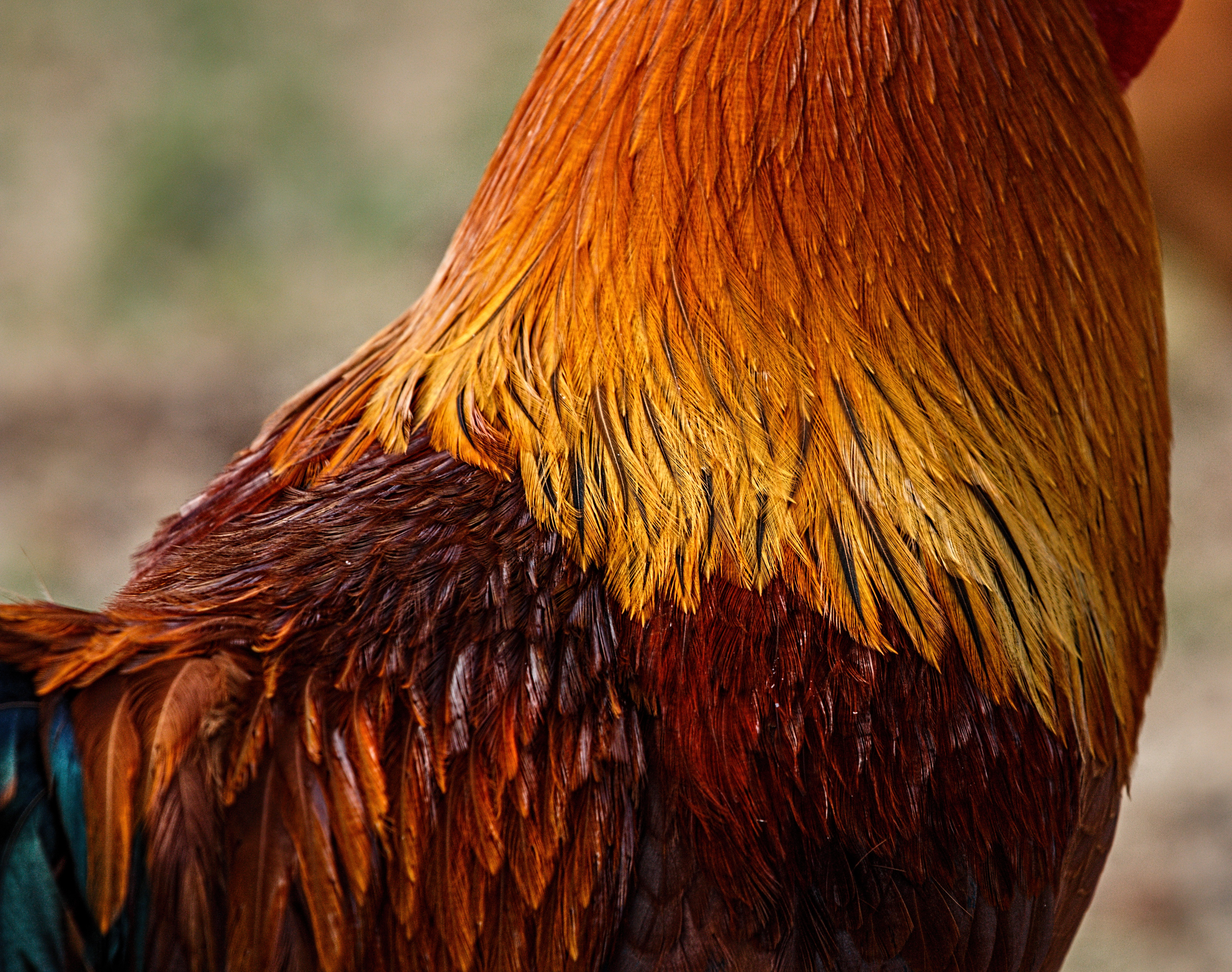
بُرائل صفراء على عنق الديك

البُرائل أو البُرائلى أو الثُرْعُلة هي الريش أو الشعر في منطقة الرقبة لبعض الطيور والثدييات. فإذا نَفَشَه لِلقتالِ قيلَ: بَرْألَ وتَبَرْأَلَ وابْرَألَّ.

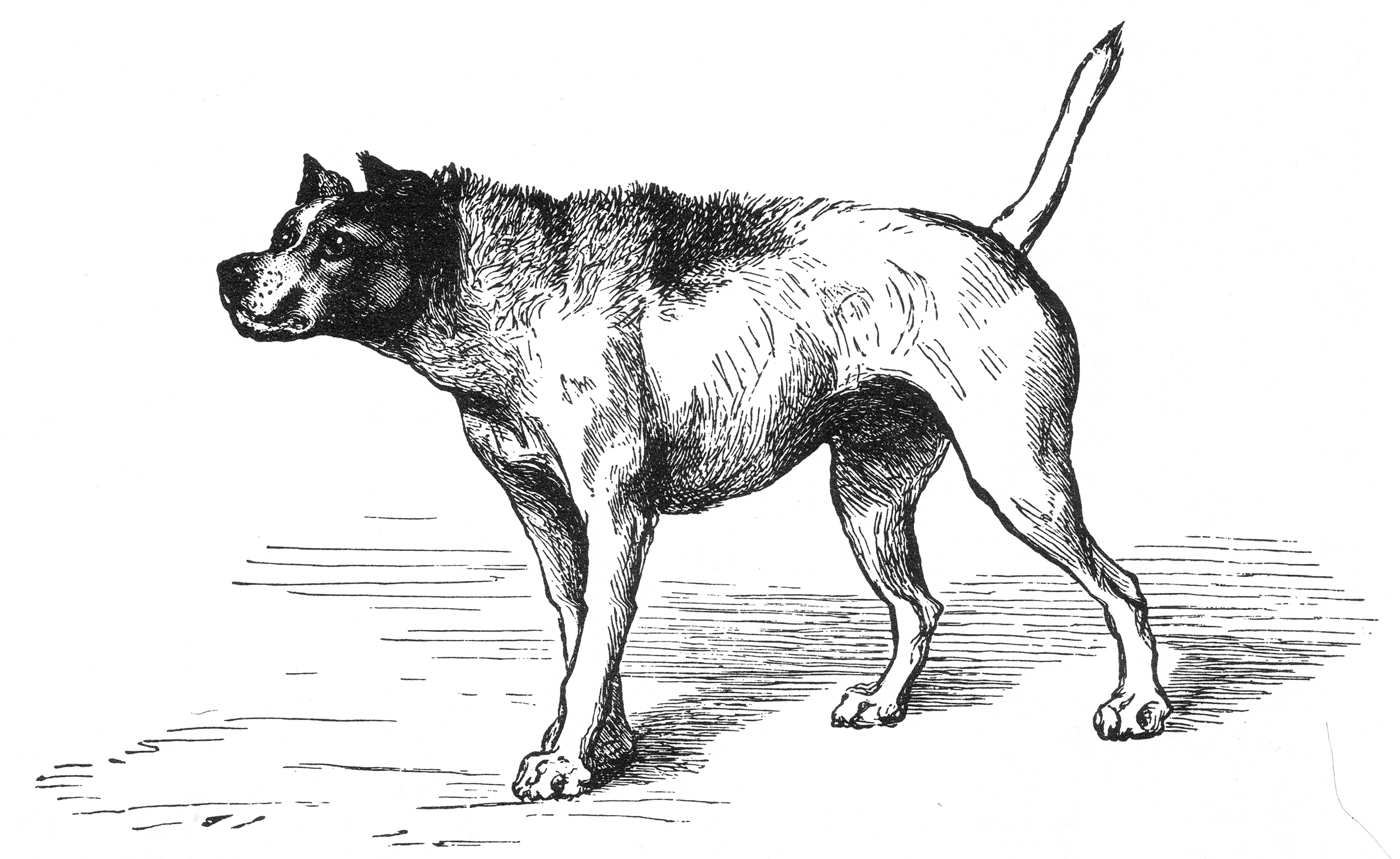
رسم لكلب مع برائل منتصبة